# دریاچه ابیتی
دریاچه ابیتی (روسی: Эбейты) (به روسی: Эбейты) یک دریاچه نمک در استان اومسک، فدراسیون روسیه است.
مرز قزاقستان و روسیه در حدود ۵۰ کیلومتر (۳۱ مایل) در جنوب شرقی دریاچه قرار دارد. ابیتی در سه‌نقطه ناحیه بخش موسکالنسکی، بخش پولتافسکی و بخش ایسیلکولسکی قرار دارد. آب دریاچه به خواص درمانی معروف است.

## جغرافی
دریاچه ابیتی در قسمت جنوبی دشت ایشیم، جنوبی ترین بخش دشت سیبری غربی قرار دارد. در تابستان، دریاچه به مساحت 90 کیلومتر مربع (35 مایل مربع) کوچک می‌شود. دریاچه ابیتی بزرگترین دریاچه نمک در استان اومسک است. کف دریاچه گل آلود است. ابیتی  عمدتا از برف تغذیه می شود.